# Mifepriston
Mifepriston, Mifegyne ili Mifeprex, je sintetičko steroidno jedinjenje koje se koristi kao lek. On je antagonist progesteron receptora koji se koristi kao abortifacijent (supstanca koja izaziva abortus) tokom prva dva meseca trudnoće, i u manjim dozama kao hitni kontraceptiv. Tokom ranih ispitivanja, on je bio poznat kao RU-486, po njegovoj originalnoj oznaci u Roussel Uclaf kompaniji, koja je dizajnirala lek. Ovaj lek je inicijalno bio dostupan u Francuskoj, a kasnije i u drugim zemljama. Prodaja ovog leka je često bila uzrok velikih kontroverzija.

## Farmakologija
U prisustvu progesterona, mifepriston dejstvuje kao kompetitivni antagonist progesteronskog receptora (u odsustvu progesterona, mifepriston dejstvuje kao parcijalni agonist). Mifepriston je 19-nor steroid sa masivnim -(dimetilamino) fenil supstituentom iznad ravni molekula u 11β-poziciji odgovornoj za induciranje ili stabiliziranje neaktivne receptorske konformacije i hidrofobnim 1-propinil supstituentom ispod ravni molekula u 17α-poziciji, koja povišava njegov vezivni afinitet za progesteronski receptor.

## Literatura
- Schimmer, Bernard P.; Parker, Keith L.; Parker, Keith L. (eds.) (2006). „Adrenocorticotropic Hormone; Adrenocortical Steroids and Their Synthetic Analogs; Inhibitors of the Synthesis and Actions of Adrenocortical Hormones”.  Ур.: Brunton, Laurence L.; Lazo, John S. Goodman & Gilman's The Pharmacological Basis of Therapeutics (11th изд.). New York: McGraw-Hill. стр. 1587–1612. ISBN 978-0-07-142280-2.
- Loose, Davis S.; Stancel, George M.; Parker, Keith L. (eds.) (2006). „Estrogens and Progestins”.  Ур.: Brunton, Laurence L.; Lazo, John S. Goodman & Gilman's The Pharmacological Basis of Therapeutics (11th изд.). New York: McGraw-Hill. стр. 1541–1571. ISBN 978-0-07-142280-2.

## Spoljašnje veze
- FDA mifepriston informacija
- Česta pitanja o RU-486 Архивирано на веб-сајту  (29. јул 2008)
- Informacija o propisivanju
- Stav australijskog parlamenta prema RU-486 Архивирано на веб-сајту  (16. октобар 2010)

|  | Molimo Vas, obratite pažnju na važno upozorenje u vezi sa temama iz oblasti medicine (zdravlja). |